# AMC Ambassador
Ambassador був найпопулярнішим автомобілем, що випускався American Motors Corporation (AMC) з 1958 по 1974 рік. Транспортний засіб продавався як Ambassador V-8 by Rambler, Rambler Ambassador і, нарешті, AMC Ambassador. Раніше ім'я Ambassador застосовувалося до «старших» автомобілів Nash.
Назва Ambassador постійно використовувалася з 1927 по 1974 р. (назва була найвищою комплектацією між 1927 і 1931 роками).
Більшість моделей Ambassador були побудовані в Кеноші, штат Вісконсин. Вони також були побудовані на Brampton Assembly AMC в Брамптоні, Онтаріо з 1963 по 1966 рік. Australian Motor Industries (AMI) зібрала Ambassador із комплектів з правим кермом з 1961 по 1963 рік. Ambassador п'ятого покоління США були випущені Industrias Kaiser Аргентина (IKA) в Кордові, Аргентина з 1965 по 1972 рік, а також збиралася ECASA в Коста-Риці з 1965 по 1970 р. Planta REO зібрала Ambassador першого покоління в Мексиці на своєму заводі в Монтеррей, Нуево-Леон. Ambassador п'ятого та сьомого поколінь були перетворені на спеціальні еластичні лімузини в Аргентині та США.